# Anobostra albilinealis
Anobostra albilinealis är en fjärilsart som beskrevs av George Francis Hampson 1917. Anobostra albilinealis ingår i släktet Anobostra och familjen mott. Inga underarter finns listade i Catalogue of Life.